# Christian Broutin
Pour les articles homonymes, voir Broutin.
Christian Broutin, né le 5 mars 1933 à Chartres, est un peintre, illustrateur affichiste et réalisateur français.
Il est connu notamment pour avoir dessiné des affiches de cinéma, des illustrations de romans et de littérature pour la jeunesse, et des timbres-poste français. Son activité principale actuelle est la peinture.

## Biographie
La mère de Christian Broutin meurt en 1938 et il est élevé par ses grands-parents. Après le brevet d'études du premier cycle en 1947, il suit les cours de l'Académie Charpentier de Paris pour préparer les concours d'entrée des grandes écoles d'art.
Diplômé en 1951 de l'École nationale supérieure des arts appliqués et des métiers d'art, il commence sa carrière dans la publicité et la réalisation d'affiches de cinéma aux côtés de René Ferracci. Celle pour le film Jules et Jim de François Truffaut reçoit le prix Toulouse-Lautrec en 1962. Il a aussi illustré des magazines, des livres pour la jeunesse et réalisé des reportages photographiques. En 1983, il reçoit le grand prix de l'affiche française.
Dans les années 1990, il travaille principalement dans l'illustration d'ouvrages pour la jeunesse. C'est ainsi qu'il est choisi par le Service national du timbre-poste (SNTP) grâce à son éditeur Gallimard pour dessiner un timbre-poste. Il réalise l'illustration pour le 50e Salon philatélique d'automne de Paris, émis en novembre 1996 (une tour Eiffel ludique), bien qu'il estime que « ce premier timbre ne [lui] ressemblait pas du tout ». En effet, l'artiste préfère travailler sur la nature. Il affirme avoir toujours voulu « dessiner au plus proche de la réalité », en y introduisant cependant toujours une dimension poétique. En peinture, il a fait partie du groupe des Maxi-réalistes, où le décalage avec la réalité devient un élément déterminant. En 2017, il est le créateur du logo « Les bouffons de la cuisine » pour son ami le Chef cuisinier étoilé à L'Aubergade Michel Trama[réf. nécessaire].
Traversant les époques et les modes, il offre à travers son regard la vision d'un artiste témoin et passeur des multiples influences qui ont transformé la France et le monde.
Créée à La Roche-Guyon fin 2019, l'association "Les amis de Christian Broutin", s'est donné le but de promouvoir et pérèniser son oeuvre, riche de près de 70 années, à travers ses différentes formes : affiches, presse, publicité, timbre-postes, peinture, photo, sculpture etc.. Le "Grain de Sel", espace associatif dédié à son œuvre, organise depuis 2024 des expositions sur ces différentes thématiques.

## Expositions

### Expositions personnelles
- Dijon vu par Christian Broutin, Dijon, juin-septembre 2000.
- Frankfurter Hof, Mayence (Allemagne), 2001.
- Château de Marsannay, 2002.
- Lagny-sur-Marne, 2004.
- Invité d'honneur du Salon de Val de Viosne, Osny, 2004.
- Château de la Roche-Guyon, mai-juin 2006.
- Galerie de la Maison des Photographes, UNPI, Paris, du 6 au 30 septembre 2006.
- Montbéliard, sortie anticipée des timbres Les animaux de la préhistoire, avril 2008.
- 36 vues du Mont-Saint-Michel, château de La Roche-Guyon, 4 avril-27 septembre 2009.
- Invité d'honneur du Salon Franse Artiesten in Nederland, Amstelveen, mai 2009.
- Parmi landes et cités, musée Utrillo-Valadon, Sannois, 6 mai-15 juillet 2012.
- Méandres, château de La Roche-Guyon, 19 septembre-29 novembre 2015.
- Méandres, Château de Grouchy à Osny (Val-d'Oise), Journées du Patrimoine 2017.
- Paysages du Vexin, musée du Vexin français, Théméricourt (Val-d'Oise), 6 juillet-1er septembre 2019.
- Terra Mater, exposition de sculptures, château de La Roche-Guyon, 28 juin-29 novembre 2020.
- Les chemins de l'Epte, exposition de peintures, domaine de Villarceaux, Chaussy, été 2021.
- Villages, nuages, musée du Vexin français, Téméricourt (Val d'Oise), 8 juillet-1er octobre 2023.
- "L'origine du monde est à La Roche-Guyon, le Grain de Sel, La Roche-Guyon, mars-mai 2024
- "Fantastique Christian Broutin", le Grain de Sel, juin-sept. 2024
- "NATURE VIVE" - le Grain de sel, La Roche-Guyon, oct-1 décembre 2024
- "Vitesse de la lumière" - le Grain de sel, La Roche-Guyon (95), 1/03 - 28/05/2025
- "Terre de Seine" - Théâtre de la Nacelle -  21sept. 2024-15 janvier 2025 - Aubergenville (78)
- "les affiches de films de Christian Broutin" galerie l'oeil bleu, 32 rue ND de Nazareth - Paris 3, du 27 mars au 13 avril 2025
- "Vexin en Seine" aux Maisonnettes, 78440 Gargenville,  20 sept.-12 octobre 2025

### Expositions collectives
- George Sand, Interprétations 2004, Châteauroux, 2004.
- 6e Salon international des Rencontres picturales de Paris, 2005.
- Salon d'automne, Paris, 2005.
- Des peintres et des arbres, château de La Roche-Guyon, 2005.
- Dan Jacobson et les Maxiréalistes, L'Isle-Adam, 2005-2006.
- Art en Capital (Salon Comparaisons), Paris, 2008.
- Les Maxiréalistes, galerie Terre des Arts, Paris, 2009.
- 23e Salon des arts de Pontoise, 2009.
- Le Naturoptère, drôle de bête !, Sérignan-du-Comtat, 2010-2011.
- Art Capital (Salon Comparaisons), Paris, 2017.

### Publications

#### Illustration d'ouvrages pour la jeunesse
Christian Broutin illustre des ouvrages pour la jeunesse, notamment pour la collection « Les Premières découvertes » chez Gallimard et « le Père Castor » chez Flammarion :
- Bateaux d'aujourd'hui, Jean Riverain et Georges Blond, illustrations: Christian Broutin et quatorze autres artistes: Pierre Bentegeat, Albert Brenet, Michelle Dallemer, Philippe Degrave, P. Fauvet, Giovanni Giannini, P. Leroy, Jean Lhuer, Jean Marcellin, Maurice Mathonnière, Henri Mercier, G. Michel, Jean-Michel Rabec, Yves Thos, éd. Gautier-Languereau, coll. Une sélection Paris Match, 1963.
- Le Seigneur des anneaux, Gallimard Jeunesse, coll. « Folio Junior », 1988 ;
- L'arbre, Gallimard Jeunesse, 1989 ;
- Le bateau, Gallimard Jeunesse, 1992 ;
- Périls en Tasmanie, Flammarion, coll. « Castor poche », 1994 ;
- Atlas de France, « Mes premières découvertes Atlas », Gallimard Jeunesse, 1996 ;
- Les 79 carrés de M.-J. Bosse, Flammarion-Père Castor, 1998 ;
- Le dictionnaire du Père Castor avec Robert Giraud, Annick Bougerolle, Martine Bourre, Anne Bozellec et Monique Bruant, 1999 ;
- Le ciel de Jean-Pierre Verdet, Hachette Jeunesse, 2000 ;
- Comptines du temps qu'il fait, Actes Sud Junior, 2000 ;
- L'imagier du Père Castor avec Anne Bozellec et Kersti Chaplet, Flammarion-Père Castor, 2001 ;
- J'observe la jungle, Gallimard Jeunesse, 2001
- Les mondes de Chrestomanci de Diana Wynne Jones, Gallimard Jeunesse, 2001
- Atlas d'Allemagne. Mes premières découvertes, Gallimard J./Brockhaus, 2002
- J'explore le bord de mer de tout près de Caroline Allaire, Gallimard Jeunesse, 2002
- J'observe les fées, les sorcières et les mondes magiques, Gallimard Jeunesse, 2003
- Sur les bords du Nil au temps des pharaons de Corinne Courtalon , Gallimard Jeunesse, 2004
- Comptines au bord de l'eau  de Corinne Albaut, Actes Sud Junior, 2004
- Ulysse et l'Odyssée d'Homère avec Martine Laffon, Hachette Jeunesse, 2004
- 1515, le chevalier de Marignan de Claude Merle, Hachette Jeunesse, 2004
- Le livre de la jungle de Rudyard Kipling, Gallimard Jeunesse, 2004
- Qui habite ici ? de Pierre-Marie Valat, Gallimard Jeunesse, 2004
- Dieux et héros de l'Antiquité, O. Gandon, Livre de poche Jeunesse, 2004
- Le ciel, le soleil et le jour de Jean-Pierre Verdet avec Henri Galeron, Gallimard Jeunesse, 2005
- Le ciel, les étoiles et la nuit de Jean-Pierre Verdet avec Henri Galeron, Gallimard Jeunesse, 2005
- L'histoire de la Terre, avec J.P. Verdet, Gallimard Jeunesse, 2006
- Le château de La Roche-Guyon, avec Corinne Albaut, Éditions du Patrimoine, 2010.

#### Littérature
- L'origine du monde est à La Roche-Guyon, F. Révèrend, Éditions du Palais, 2011.
- Les recettes d'amour, texte de Françoise Dax-Boyer, dessins de C. Broutin, Éditions de l'Amandier, 2014.
- Mon Bestiaire amoureux, texte de Françoise Dax-Boyer, dessins de C.Broutin, Éditions de l'Oeil, 2017.
- "Voyage Voyage", texte de Françoise Dax-Boyer, dessins de C. Broutin, Éditions du Palais, 2023.
- Le froc et la brique, texte de Philippe Bouteiller, couverture de C. Broutin, Le Lys Bleu Éditions, 2025.

#### Peinture
- Vitesse de la lumière. Instantanés, texte d'Andrée Chedid, Éditions de l'Amandier, collection « Le Voir dit », 2006.
- Parmi landes et cités, catalogue d'exposition, Sannois, 2012.
- Méandres, catalogue d'exposition, château de La Roche-Guyon, 2015.
- Christian Broutin. La traversée des mondes, [monographie], textes de Christian Noorbergen, Lelivredart 2021.

## Philatélie

### Timbre de France

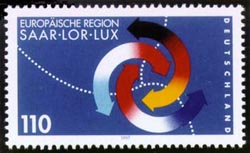
Émission commune de l'Allemagne, de la France et du Luxembourg pour la Grande Région Saar-Lor-Lux.

- « Cinquantième Salon philatélique d'automne de Paris », 12 novembre 1996.
- « Espace européen Sar-Lor-Lux », émission conjointe Allemagne-France-Luxembourg, 17 octobre 1997.
- « Europa : la Fête de la musique », 15 juin 1998.
- « La Camargue », réalisé à partir de papier découpé, 26 avril 1999.
- « Saint-Pierre - Patrimoine martiniquais », mise en page par Jean-Paul Cousin, 17 mai 1999.
- « Les Roses anciennes », bloc-feuillet de quatre timbres, 31 mai 1999. Prix Cérès de la philatélie 2000 des abonnés du SNTP.
- « Regards sur la nature », bloc-feuillet de quatre timbres, 19 juin 2000. Sont représentés : la Tulipa lutea, le papillon sardanapale, l'allosaure et la girafe réticulée. Prix « Cérès de la philatélie » 2001 des abonnés du SNTP.
- « Les jardins de Versailles. Hommage à Le Nôtre », 14 mai 2001. Prix « Cérès de la philatélie » 2002 des abonnés du SNTP.
- « Meilleurs vœux » (un chalet sous la neige), 12 novembre 2002.
- « Jardins de France : parc des Buttes-Chaumont et jardin du Luxembourg », bloc-feuillet de deux timbres mis en page par Valérie Besser, 4 septembre 2003. Grand prix de l'art philatélique au Salon philatélique d'automne 2003.
- « Meilleurs vœux », dit Rouge-gorge, 2003.
- « Jardins de France : jardin des Tuileries et parc floral de Paris », bloc-feuillet de deux timbres, 7 juin 2004.
- « Salon du timbre 2004 », bloc spécial illustré par les timbres « Jardins de France » 2003 et 2004, 25 juin 2004. L'ITVF a imprimé ce bloc pendant le Salon en démonstration publique et en utilisant trois types d'impression (héliogravure, sérigraphie et dorure à chaud)
- « Jardins de France : Jardins de la Fontaine à Nîmes », bloc-feuillet de deux timbres mis en page par Valérie Besser, 17 mai 2005.
- « Charte de l'environnement », 6 juin 2005.
- « Nature de France : jeunes animaux domestiques », bloc de quatre timbre mis en page par Jean-Paul Cousin, 24 avril 2006.
- « Salon du timbre et de l'écrit », bloc spécial illustré par les timbres « Jardins de France » de 2005 (avec ceux de Michel Bez de 2006), 17 juin 2006. Phil@poste Boulazac a imprimé ce bloc pendant le Salon en démonstration publique et en utilisant trois types d'impression (héliogravure, sérigraphie et dorure à chaud).
- « Nature de France : les animaux de la préhistoire », bloc de quatre timbres, 21 avril 2008.

### Timbre de service
- « Tigre de Sibérie », Unesco, 2006.

## Cinéma

### Filmographie
- La Corrida, 1975, court-métrage réalisé par Christian Broutin. Prix Jean-Vigo 1975.
- L'Hypothèse du tableau volé 1979, réalisé par Raoul Ruiz. Acteur
- Zig Zag Story, 1983, réalisé par Patrick Schulmann. Acteur.
- Le géant se regarde dans le miroir et ne vit rien, film de Clément Grimm et Antoine Poudret, Lausanne. Participation.

### Affiche de film
Christian Broutin a réalisé une centaine d'affiches de cinéma, entre 1955 et 1976, notamment :
- Pickpocket de Robert Bresson, 1959[5];
- Jules et Jim de François Truffaut[5] ;
- Chantons sous l'Occupation d'André Halimi, 1976.